# Scorodocarpus borneensis
Scorodocarpus borneensis  es la única especie del género monotípico Scorodocarpus perteneciente a la familia de las olacáceas.   Es originaria de Malasia.

## Distribución
Tailandia Peninsular, Malasia Peninsular, Sumatra, toda la isla de Borneo.

## Taxonomía
Scorodocarpus borneensis fue descrita por (Baill.) Becc. y publicado en Nuovo Giorn. Bot. Ital. x. (1877) 274.
SinonimiaXimenia borneensis Baill.